# Vilusi (Gradiška)
Vilusi (szerbül: Вилуси), falu Gradiška községben, Bosznia-Hercegovinában, Bosanska krajina területén, a Szerb Köztársaságban. 

## Fekvése
Bosznia-Hercegovina északi részén, Banja Lukától légvonalban 26, közúton 33 km-re északra, községközpontjától légvonalban 15, közúton 19 km-re délre, 105-230 méteres magasságban, a Kozara-hegység északkeleti lábánál, a Lijevče síkjának nyugati peremén, az Osorna folyó (a Vrbas bal oldali mellékfolyója) csatornázott része mentén települt. Több, kis településből áll. A Banjaluka-Gradiška úttal egy kb. 5 km hosszú helyi út köti össze. A faluban egy ortodox templom, egy általános iskola, egy orvosi rendelő és egy motel található.

## Népessége
| Nemzetiségi csoport | Népesség 1991 | Népesség 2013 |
| ------------------- | ------------- | ------------- |
| Szerb               | 837           | 743           |
| Bosnyák             | 0             | 1             |
| Horvát              | 4             | 4             |
| Jugoszláv           | 34            | 0             |
| Egyéb               | 12            | 8             |
| Összesen            | 887           | 756           |

## Története
A település 1878-ig tartozott az Oszmán Birodalomhoz, ekkor a berlini kongresszus határozata alapján az Osztrák-Magyar Monarchia része lett. 1879-ben az első osztrák-magyar népszámlálás során a Banja Luka községhez tartozó településnek 76 háztartása és 616 ortodox szerb lakosa volt. 1910-ben a Bosanska Gradiškai járáshoz és Mašići községhez tartozó településen 108 háztartást, 654 ortodox szerb, 20 muszlim, 20 római katolikus és 8 görög katolikus lakost találtak. A monarchia szétesésével 1918-ban előbb a Szerb-Horvát-Szlovén Királyság, majd 1929-től a Jugoszláv Királyság része. 1921-ben a falunak 135 háztartása és 481 lakosa volt.Jugoszlávia megszállása után a település a Független Horvát Állam (NDH) része lett. A falu 1945-től a szocialista Jugoszlávia része volt. A boszniai háború idején a Boszniai Szerb Köztársaság része volt. A daytoni békeszerződést követő területfelosztásnál Bosanska Gradiška község részeként a Szerb Köztársaság területéhez került. 